# Poprad (miasto)

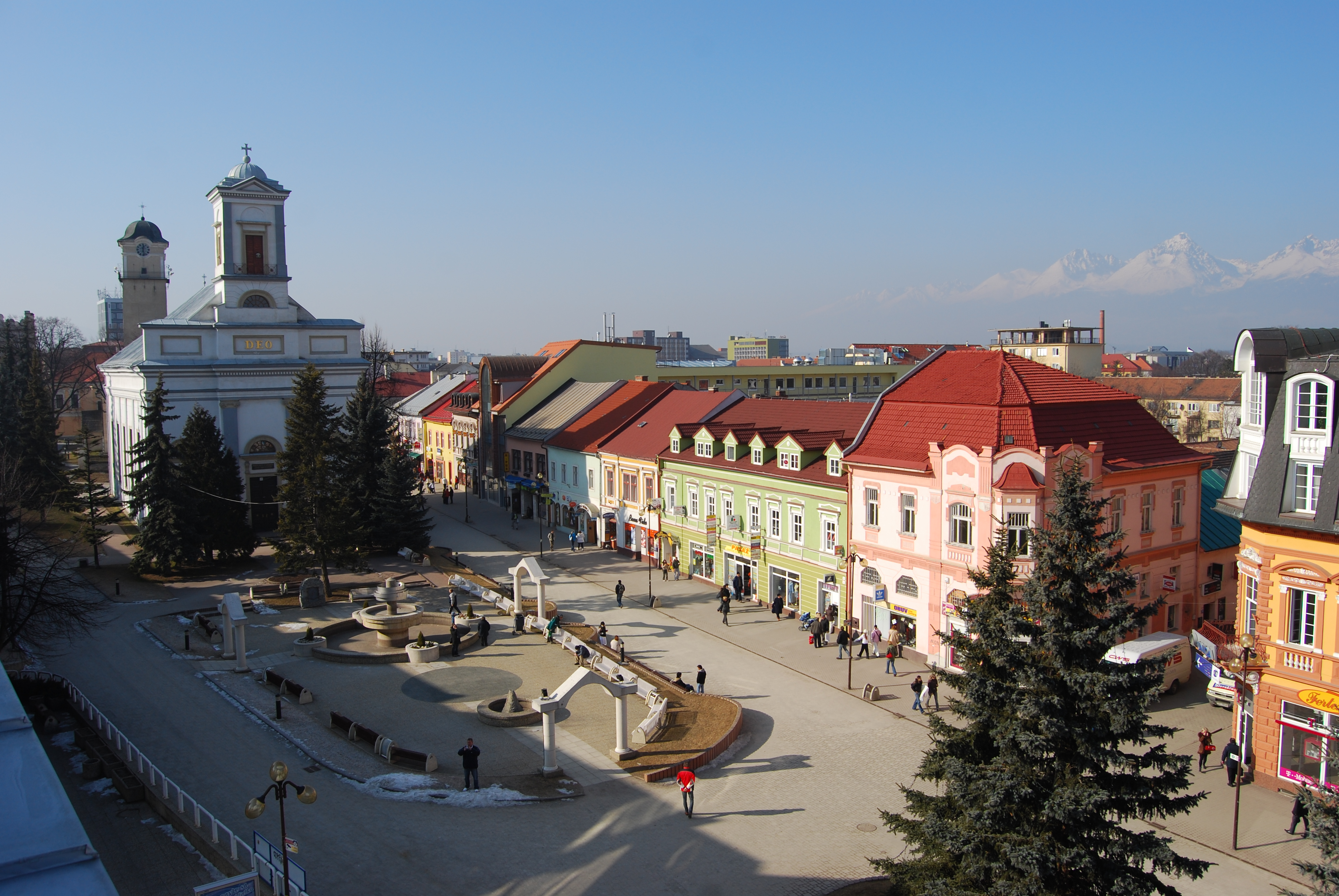
Centrum miasta w Popradzie

Poprad (węg. Poprád, niem. Deutschendorf) – miasto powiatowe na Słowacji, w kraju preszowskim, w historycznym regionie Spisz. Największe miasto tego regionu. Pod koniec 2022 roku, z liczbą niespełna 50 tys. mieszkańców, Poprad zajmował dziesiąte miejsce wśród najludniejszych słowackich miast.

## Położenie
Poprad leży na wysokości 672 m n.p.m. nad rzeką Poprad, w Kotlinie Popradzkiej i u południowych podnóży Tatr.

## Historia
Okolice dzisiejszego Popradu od X wieku należały do Królestwa Węgier. Królowie węgierscy w celu odbudowy gospodarczej kraju po najazdach tatarskich w I połowie XIII wieku sprowadzili na wcześniej niezamieszkane tereny osadników narodowości niemieckiej. Zakładali oni nowe osiedla, często sąsiadujące z dawnymi słowiańskimi, jak również zaludniali osady już istniejące, nierzadko tworząc w nich większość. Na terenie dzisiejszego Popradu istniało kilka takich osad:
- właściwy Poprad (niem. Deutschendorf), wzmiankowany w 1256, w którym Niemcy tworzyli większość aż do XVII wieku, w 1921 – 34%, w 1940 – 15%[5],
- Maciejowce (słow. Spišské Matejovce, niem. Matzdorf), wzmiankowane w 1251, o ludności niemal wyłącznie niemieckiej; jeszcze w okresie międzywojennym ich potomkowie stanowili ok. 60% mieszkańców miejscowości[5],
- Spiska Sobota (słow. Spišská Sobota, niem. Georgenberg), wzmiankowana w 1256; najważniejsza z osad, ośrodek handlowy i targowy, konkurujący nawet z Lewoczą i Kieżmarkiem, w 1921 43% mieszkańców było Niemcami, w 1940 już tylko 15%[5],
- Wielka (słow. Veľká, niem. Felka), wzmiankowana w 1268; początkowo największa z osad, która jednak upadła po katastrofalnym pożarze w 1556, w 1921 – 30% ludności niemieckiej, w 1940 – 12%[5],
- Straże (słow. Stráže pod Tatrami, niem. Michelsdorf), wzmiankowane w 1276, stanowiące początkowo strażnicę na granicy polsko-węgierskiej, w 1921 – 42% Niemców, w 1940 – 25%[5],
- Kwietnica (słow. Kvetnica).

Miejscowości te, z wyjątkiem Kwietnicy, w 1412 zostały zastawione królowi polskiemu w ramach tzw. zastawu spiskiego, co przyczyniło się do ich rozwoju. Stanowiły część polskiego starostwa spiskiego. W granicach Rzeczypospolitej znajdowały się formalnie do 1772, choć teren ten został zajęty przez Austriaków już w 1769 roku i włączony ponownie do Królestwa Węgier.
Od XVI do XVIII wieku w okolicy wydobywano miedź. W XIX wieku rozwinęła się Kwietnica, która do dziś jest kurortem i uzdrowiskiem. Aż do końca XIX wieku wszystkie osady były podobnej wielkości, a najbardziej znaczącą spośród nich była Spiska Sobota – siedziba władz powiatu. Jednak już w 1871 przeprowadzono przez Poprad linię kolejową z Bogumina do Koszyc, co spowodowało dynamiczny rozwój Popradu, który już na początku XX wieku stał się największym miastem, daleko dystansując pozostałe osady. W 1908 powstała elektryczna kolejka łącząca miasto z letniskami w Wysokich Tatrach. W 1918 miasto znalazło się w granicach nowo powstałej Czechosłowacji. W 1927 r. siedzibę władz powiatu przeniesiono ze Spiskiej Soboty do Popradu. Podczas II wojny światowej w Popradzie mieścił się niewielki obóz koncentracyjny. W 1944 Niemcy zamieszkujący te tereny uciekli na zachód przed zbliżającą się Armią Czerwoną, która wkroczyła na tereny w styczniu 1945. W 1946 połączono Poprad ze Spiską Sobotą i z Wielką, w 1960 przyłączono Straże, a w 1974 Maciejowce.

## Współczesność
Dziś Poprad jest węzłem komunikacyjnym i ośrodkiem przemysłowym – swoje oddziały mają tu m.in. Whirlpool, Tatravagónka, Tatramat, Pivovar Poprad, BOP i Perkins. Nie ma tu miejscowej wyższej uczelni, ale są oddziały City University Bellevue z USA, Uniwersytetu Macieja Bela w Bańskiej Bystrzycy i Uniwersytetu Katolickiego w Rużomberku. Istnieje tu Muzeum Podtatrzańskie (Podtatranské múzeum). Od 1993 co roku odbywa się w Popradzie międzynarodowy festiwal filmów o górach.
W mieście rozwinął się przemysł maszynowy, elektrotechniczny, spożywczy, drzewny oraz chemiczny.

## Dzielnice miasta
Obecnie miasto Poprad składa się z pięciu dawnych samodzielnych miast i jednej osady
1. Staré Mesto (właściwy Poprad, niem. Deutschendorf),
2. Spišská Sobota (węg. Szepesszombat, niem. Georgenberg),
3. Stráže pod Tatrami (sęg. Strázsa),
4. Veľká (niem. i węg. Felka),
5. Matejovce (węg. Mateóc, niem. Matzdorf),
6. Kvetnica (niem. Blumental).

## Zabytki

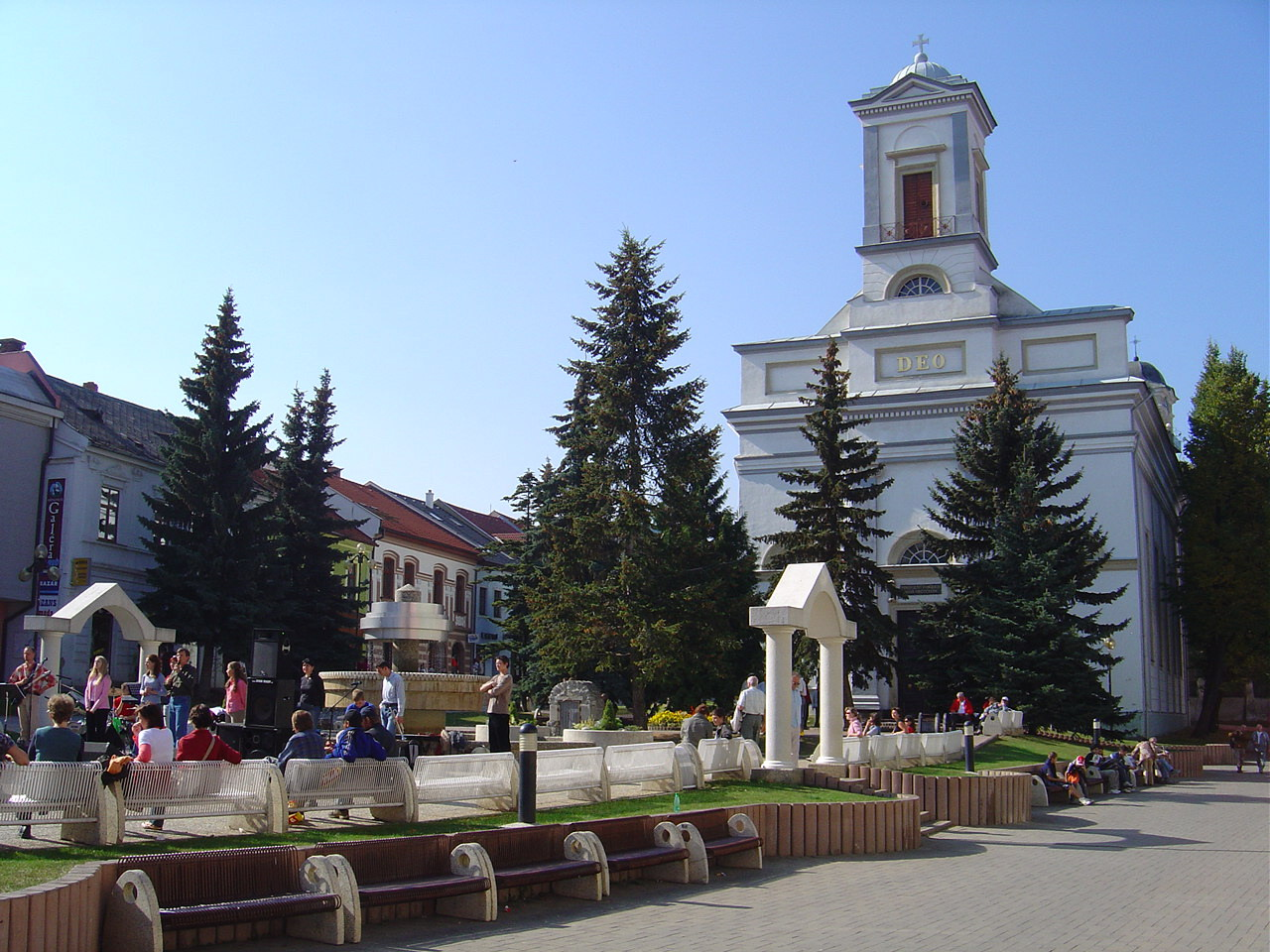
Kościół ewangelicki Św. Trójcy

W centrum Popradu zwraca uwagę pięknie odrestaurowany rynek o soczewkowatym planie, otoczony barokowymi i klasycystycznymi domami, stawianymi na średniowiecznych jeszcze parcelach. Nad rynkiem dominuje wczesnogotycki (według niektórych źródeł późnoromański) kościół pw. św. Idziego z końca XIII w. (zachowana część starych murów wieży i nawy), przebudowany w XV w. Z okresu tej przebudowy pochodzą cenne malowidła ścienne, w tym malowidło na łuku tęczowym, będące najstarszą znaną panoramą Tatr Wysokich. Wystrój wnętrza w większości rokokowy. Ze starego wyposażenia zachowała się brązowa gotycka chrzcielnica z 1439 r. Nieopodal kościoła wznosi się renesansowa dzwonnica z 1658 r. oraz Immaculata (figura MB Niepokalanej), nieco dalej otoczony parkiem klasycystyczny kościół ewangelicki św. Trójcy. W mieście zachowała się również neoklasycystyczna synagoga.
Rezerwatem architektury (sł. pamiatková rezervácia) o średniowiecznym charakterze jest Spiska Sobota. W kościele pw. św. Jerzego zachowało się gotyckie wyposażenie, w tym ołtarze z ołtarzem głównym dłuta Mistrza Pawła z Lewoczy.
Bardzo cenny jest ołtarz z kościoła w Maciejowcach z połowy XV wieku. Zachowała się tu renesansowa dzwonnica częściowo przebudowana w stylu klasycystycznym.
W dzielnicy Straże pod Tatrami godne uwagi są liczne, pierwotnie renesansowe i barokowe, domy mieszczańskie, wzniesione na średniowiecznych działkach. Większość z nich przebudowana w ciągu XIX w. w stylu klasycystycznym. Gotycki kościół z XIV w. przebudowany został w XVII w. w stylu barokowym.

## Demografia
| Rok  | Łącznie | Poprad (stare miasto) | Spiska Sobota | Wielka | Maciejowce | Straże pod Tatrami | Kwietnica |
| ---- | ------- | --------------------- | ------------- | ------ | ---------- | ------------------ | --------- |
| 1869 | 4 614   | 1 065                 | 803           | 1 218  | 931        | 597                | –         |
| 1880 | 4 576   | 1 038                 | 823           | 1 173  | 941        | 823                | –         |
| 1890 | 4 480   | 1 160                 | 764           | 1 193  | 867        | 496                | –         |
| 1900 | 5 063   | 1 530                 | 853           | 1 120  | 980        | 580                | –         |
| 1910 | 6 826   | 2 283                 | 977           | 1 358  | 1 609      | 599                | –         |
| 1921 | 7 430   | 2 281                 | 632           | 1 808  | 1 662      | 632                | –         |
| 1930 | 10 987  | 4 029                 | 2 074         | 2 530  | 1 593      | 761                | –         |
| 1940 | 12 262  | 3 966                 | 2 506         | 3 536  | 1 476      | 778                | –         |
| 1950 | 12 590  | 5 492                 | 1 549         | 2 726  | 1 613      | 718                | 492       |
| 1961 | 16 180  | 8 447                 | 1 507         | 3 102  | 2 148      | 783                | 193       |
| 1970 | 23 447  | 15 722                | 1 415         | 2 924  | 2 260      | 815                | 311       |
| 1980 | 38 077  | 29 375                | 1 832         | 3 937  | 1 992      | 600                | 341       |
| 1991 | 52 914  | 42 599                | 2 646         | 4 123  | 2 802      | 531                | 213       |
| 2005 | 54 419  | 43 150                | 2 842         | 4 656  | 2 881      | 653                | 237       |
| 2019 | 50 051  | 36 627                | 3 052         | 4 610  | 2 856      | 609                | 188       |

Obecnie (2001) ludność Popradu stanowią niemal wyłącznie Słowacy (94,1%), choć rośnie odsetek ludności cygańskiej (2,1%). W dalszej kolejności są Czesi (ok. 1%), Węgrzy (0,2%), Niemcy (0,2%), Rusini (0,1%), Ukraińcy (0,1%), Polacy (0,1%). Aż do 1944 sporą część ludności dzisiejszego Popradu stanowili Niemcy – w 1921 od 30 do 60%, w 1940 od 15 do 61%. Jeszcze w 1772 Niemcy tworzyli na tym terenie znaczną większość, potem ich odsetek powoli spadał, ale aż do 1944 byli najbardziej znaczącą ludnością niesłowiańską. Większość uciekła przed wkroczeniem Armii Czerwonej, niemal wszystkich pozostałych (w tym tych, którzy wrócili po przejściu frontu) wysiedlono w końcu lat 40. XX wieku. Obecnie (2001) żyje ich w Popradzie 119.
65,9% mieszkańców jest wyznania rzymskokatolickiego, 16,8% mieszkańców nie podaje wyznania, 7,3% to luteranie (dane z roku 2001).

## Komunikacja
Przez Poprad przebiega droga krajowa nr 18 (międzynarodowa E50), prowadząca od granicy z Czechami przez Żylinę do Michalovców nad granicą z Ukrainą. Krzyżuje się z nią droga krajowa nr 67 biegnąca z Rožňavy do granicy z Polską w pobliżu Tatranskej Javoriny.
W mieście na stacji Poprad-Tatry zbiegają się również linie kolejowe z Żyliny, Koszyc i Pławca. W mieście zaczyna się Tatranská elektrická železnica – linia wąskotorowej kolei, łączącej Poprad z osiedlami wchodzącymi w skład miasta Wysokie Tatry.
W Popradzie znajduje się najwyżej położone w Europie (718 m n.p.m.) lotnisko międzynarodowe – Tatry-Poprad (TAT), obsługujące 10–16 tys. pasażerów rocznie.

## Turystyka

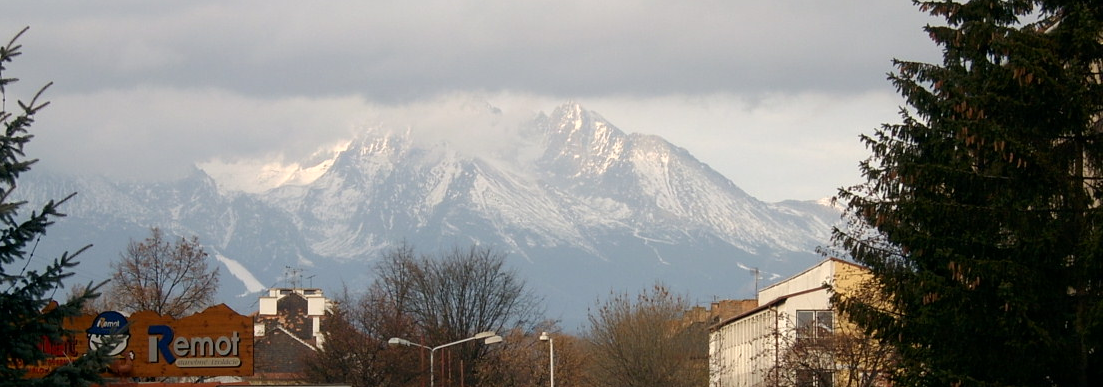
Widok na Tatry z Popradu

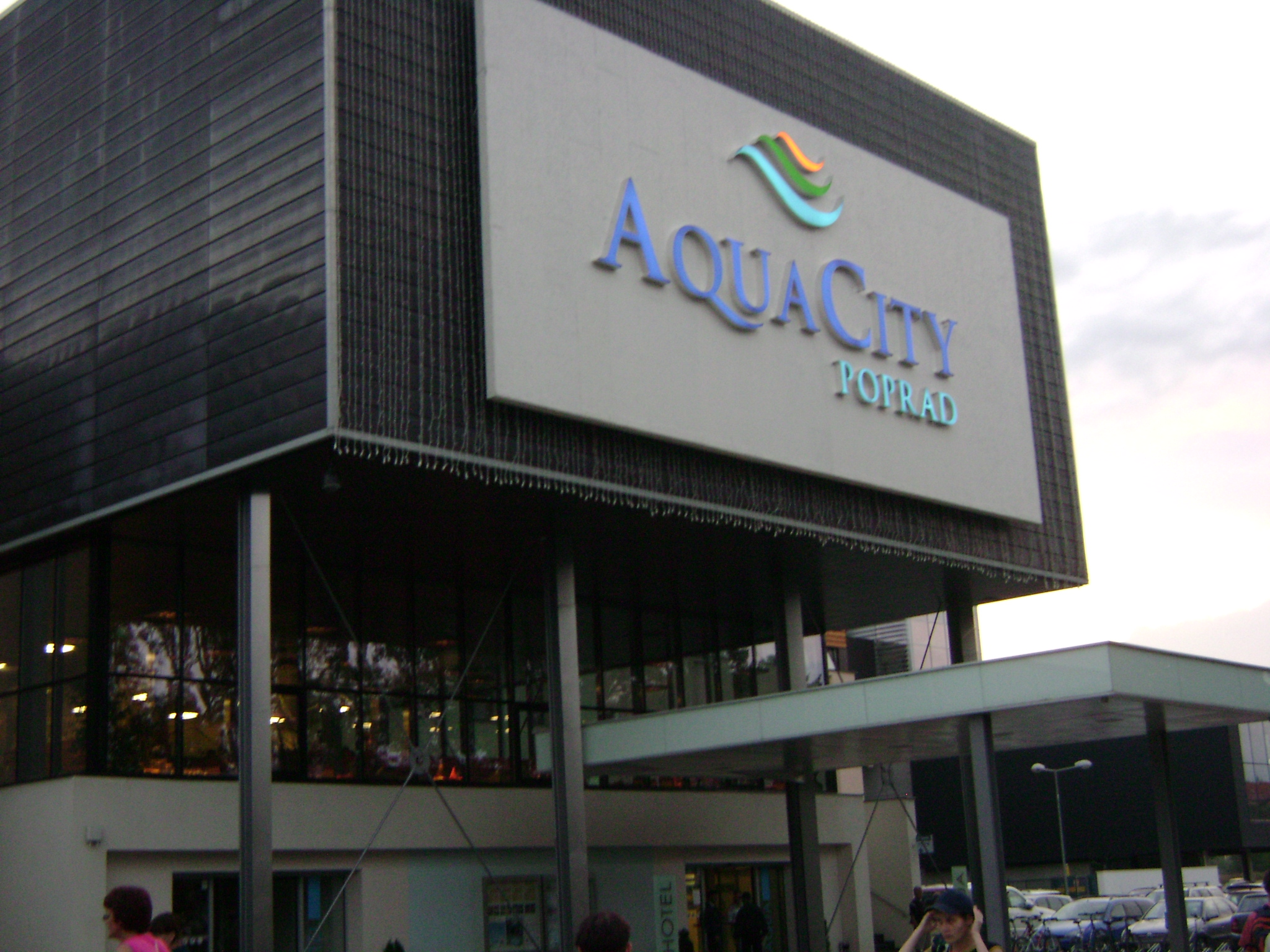
Aqua City w Popradzie

Poprad jest centrum turystyki, przede wszystkim tatrzańskiej, oraz sportu i wypoczynku. W 2004 w mieście otwarto aquapark AquaCity napełniany wodami ze źródeł termalnych. Cały kompleks jest ekologiczny – zasilany wodą geotermalną i energią słoneczną. Codziennie na zakończenie dnia w AquaCity odbywa się pokaz laserowy w podświetlanych basenach z hydromasażem. Okolice miasta przecinają ścieżki rowerowe. W samym mieście (w Kwietnicy) i w najbliższej okolicy działa wiele ośrodków narciarskich.
Można tu znaleźć miejsca takie jak muzea i galerie jak choćby:
- Galeria Tatrzańska
- Muzeum Podtatrzańskie
- Muzeum w Spiskiej Sobocie

## Znani mieszkańcy miasta i osoby związane z nim
- Mária Gáliková – lekkoatletka
- Daniela Hantuchová – tenisistka
- Pavol Hurajt – biatlonista
- Andrej Kiska – były prezydent Słowacji
- Oliver Oravec – biskup katolicki

## Sport
- HK Poprad – klub hokejowy
- HC Lev Poprad – klub hokejowy
- Miasto było kandydatem do organizacji zimowych igrzysk olimpijskich w 2006 roku, jednak otrzymało 0 głosów. Wygrał Turyn.

## Miasta partnerskie
- Albertville, Francja
- Uście nad Orlicą, Czechy
- Zakopane, Polska
- Wysokie Tatry, Słowacja
- Szarvas, Węgry
- Zwijndrecht, Holandia
- Omiš, Chorwacja